# Прали
Прали (итал. Prali) је насеље у Италији у округу Торино, региону Пијемонт.
Према процени из 2011. у насељу је живело 266 становника. Насеље се налази на надморској висини од 1474 м.

## Становништво
Према резултатима пописа становништва 2011. у општини је живело 272 становника.
| 1931. | 1936. | 1951. | 1961. | 1971. | 1981. | 1991. | 2001. | 2011. |
| ----- | ----- | ----- | ----- | ----- | ----- | ----- | ----- | ----- |
| 829   | 870   | 828   | 695   | 516   | 414   | 350   | 312   | 272   |

## Партнерски градови
- Абрије